# Биттнер, Александр
Александр Биттнер (нем. Alexander Bittner; 1850—1902) — австрийский геолог и палеонтолог.

## Биография

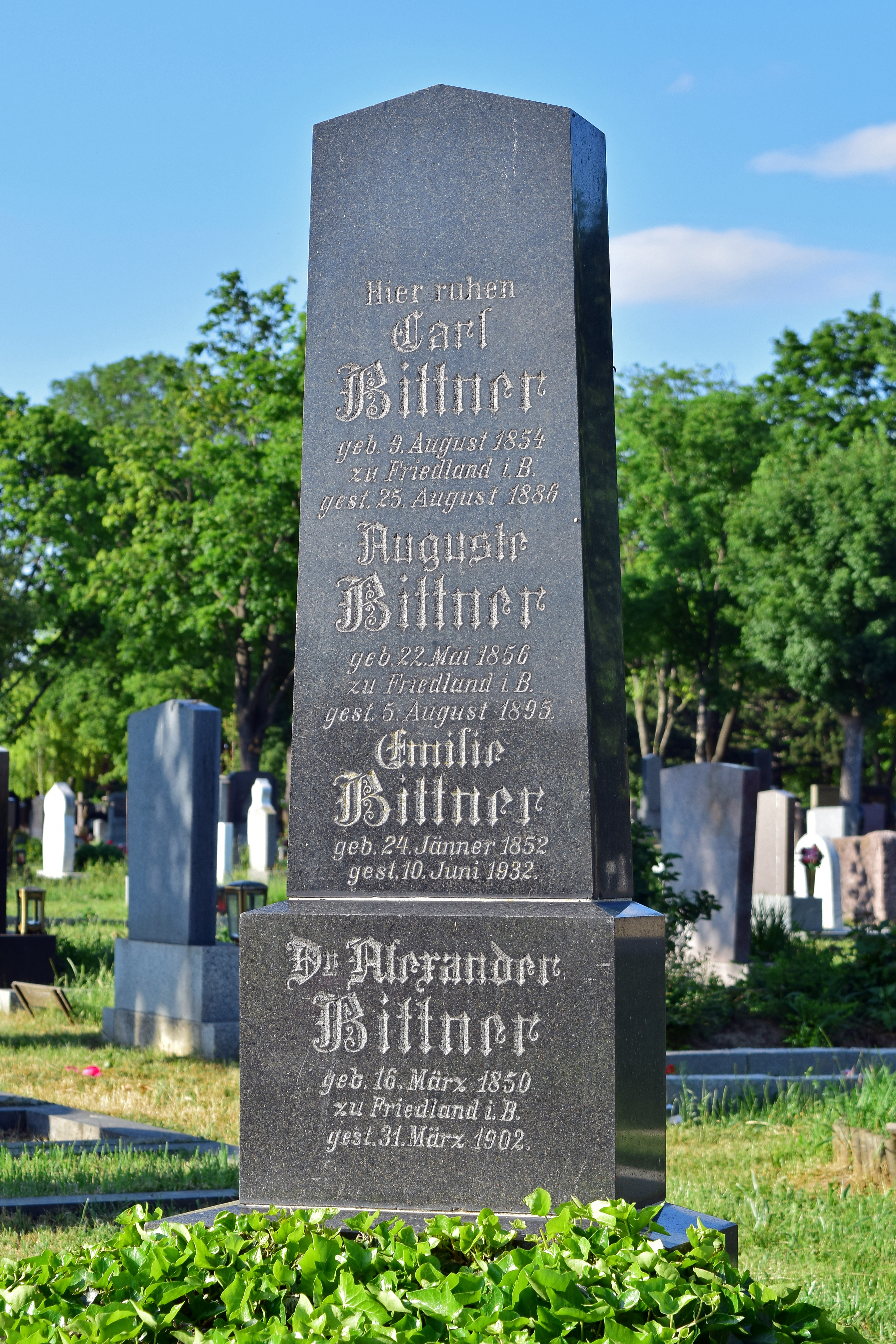
Могила Биттнера на Центральном кладбище Вены

Родился 16 марта 1850 года во Фридланте, Чехия, в семье торговца. Его двоюродным братом по отцовской линии был пражский астроном Адам Биттнер.
Первоначально учился в гимназиях Йичина и Праги. После окончания в 1873 году Венского университета он остался работать в Вене ассистентом Эдуарда Зюсса . В 1874—1876 годах Биттнер проводил геологические исследования в Италии и Греции, после чего прошел стажировку в Геологической службе Австрии в Вене (1877). В 1897 году он был назначен главным геологом этой службы. В 1881 году в Венском университете он получил степень доктора философии (Ph.D).
Александр Биттнер известен своими стратиграфическими и палеонтологическими исследованиями восточных Альп, особенно исследованиями плеченогих Триасового периода. Он был одним из первых ученых, изучивших последствия землетрясения в Беллуно, которое произошло в Северной Италии 29 июня 1873 года.
Австрийский учёный страдал астмой и умер в Вене от легочного паралича 31 марта 1902 года. Похоронен на Центральном кладбище Вены. Женат не был.